# عادل العلواني
 محمد عادل رئيف العلواني، (1904 - 1950)، قاضي قضاة الجمهورية العربية السورية بين أعوام 1940 - 1950. حيث لاقى منيته بالقتل غدرا.

## حياته
ولد «القاضي عادل رئيف العلواني»، في مدينة حماة عام 1904، من عائله يرجع نسبها إلى الامام الحسين بن علي كرم الله وجهه. تولى تربيته من صغره عمه الصيدلي «شمس الدين العلواني» المتخرج من الاستانه والذي عمل في علم الصيدلة والمداواة بالإضافة لامتلاكه مطبعة والذي قام بتحرير جريده المكنسة الاسبوعية، ذات طاع فكاهي إصلاحي.
عمل «عادل العلواني» منذ نعومه اظفاره مع عمه شمس الدين باكتباس منه مبادئ العلم والخط وتصفيف الاحرف حتى غدى ذلك الطفل متعلما باهرا وذكيا في دراسته.
عند قيام الحرب العالمية الأولى، توقفت جريده المكنسة عن الإصدار، وذلك لاستشهاد عمه شمس الدين في حرب بئر السبع، حيث كان يعمل ضابطا في الجيش العثماني عام 1917. ونظرا للضائقه المادية التي اجتاحت البلاد انذاك انكب «القاض العلواني» في ريعان شبابه إلى العمل بممارسه التدريس، ماده الخط العربي في دار العلم بحماة في عشرينات القرن الماضي. وتخرج من بين يديه بعض البارعين في مهنه الخط امثال عبد الرحمن الفاخوري الخطاط المشهور في حماة، ومن السياسيين أكرم الحوراني الذي أصبح سياسيا، بالرغم أنه لم يكن فالحا في الخط العربي، أو في الدراسة.

## حياته السياسية
حياته السياسية للقاضي العلواني قد شبت وتنامت من أيام عمله في المطبعة مع عمه شمس الدين العلواني الذي كان بدوره منتميا إلى جمعيه الإخاء التركي العربي منضويا تحت لواء السلطان عبد الحميد الثاني. تأثر كثيرا بمعتقدات عمه شمس الدين ف، كب نذ ذلك الحين على الإبحار في دراسة الفلسفة والدين الإسلامي واتقن اللغات المتعددة الفرنسية والتركيه والعربيه والانكليزيه. انتسب أي تيار الشباب العربي التي كان يرأسها عثمان الحوراني في عام 1923 الا انه بحكم تنقلاته بين المدن السورية عندما كان يعمل في مجال التدريس كان مندمجا بالنضال السياسي ضد الحكم الفرنسي في سوريا حيث كان مبرعا في علم الخطابة وكان يثير الشعب انذاك ضد المستعمرين وكان لايروق للإقطاع ويتعاطف مع الفلاحين ضد الظلم والاضطهاد وهو الذي كان يردد دوما في خطبه العبارة التالية (سمكوا النعال لتسحق الخنافس)

## تخرجه من التجهيز «الثانوية» والتحاقه بالجامعة
عند نيله شهاده البكالوريا، التحق «القاضي العلواني» بكلية الحقوق في الجامعة السورية، وتخرج منها عام 1934، وكان من بين المتخرجين معه في تلك الدفعة الشيخ علي الطنطاوي.
أما الخريجين فهم:
- علي الطنطاوي (دمشق).
- عادل العلواني (حماة).
- عبد الكريم البرازي (حماة).
- أمين أبو الشعر (الحصن- شرق الأردن).
- نسيب سعيد (اللاذقية).
- مصطفى الزرقا (حلب).
- يونس السبعاوي (بغداد).
- بدر الدين الكاتب (دمشق).
- سعيد الموقع (دمشق).
- فؤاد شباط (دمشق).
- حنا نقارة (عكا).
- بسام كرد علي (دمشق).
- رشاد عيسى (دمشق).
- جلال أورفه لي (بغداد).
- عبد الرحمن الخضير (بغداد).
- أنطون المالح (بعلبك).
- يوسف حلاوة (لبنان).
- إبراهيم شقير (أرمون/ لبنان)،
- حليم الحايك (لبنان).
- نصار غلمية (إربد).
- مصطفى الحواصلي (دمشق).
- عبد الباسط أديب (جبلة).
- إبراهيم خوري (دمشق).
- محمود نشابة (طرابلس).
- رفعت جبران (حلب).
- كنج طيفور (حماة).
- عبد الرحمن الجوخدار (دمشق).
- نادر الكزبري (دمشق).
- سعدي بيسو (بئر السبع).
- صديق شنشل (بغداد).
- عبد الجواد الحسامي (حمص).
- شكري جبور (قريتين).
- جمال الحسن (إربد).
- محمد القشطيني (بغداد).
- لطف الله اليازجي (مروينا – لبنان).
- عادل الموقع (دمشق).
- عبد الرحمن أبو لبن (يافا).
- بديع السلطان (حماة).
- صبحي حجاب (نابلس).
- عبد الغني بوظو (دمشق).

تلفت الانتباه الأمور التالية:.
- بلغ عدد طلبة دمشق 12 طالباً من أصل أربعين خريجاً.
- عدد طلبة حماة أربعة، وحلب طالبان، وجبلة طالب واحد فقط، واللاذقية طالب أيضاً، وكذلك حمص.
- عدد الخريجين من شرقي الأردن ثلاثة، اثنان من إربد، وواحد من الحصن.
- عدد الخريجين من أهالي فلسطين أربعة، من نابلس ويافا وعكا وبئر السبع.
- عدد الطلبة من لبنان سبعة.
- من بغداد: خمسة.
- لم يرد ذكر لأي طالب مصري، ولم يدرّس في المعهد أي أستاذ مصري رغم تفوق جامعة الأزهر بالحقوق.

## توليه القضاء
منذ ان تخرج القاضي العلواني من كليه الحقوق عام 1934 تقدم للعمل في مجال القضاء وقد نجح في امتحان قاضي وعين قاضيا في مدينة اعزاز وقد جمعته صداقه ممتازه مع الشيخ محمد جذبه وهو من الشيوخ الافاضل من مدينة حلب وهو من سكان حي البياضه في مدينة حلب القديمة. عملا سويا في مدينة اعزاز لحل مشاكل وهموم الناس انذاك. انفرد القاضي العلواني في ثلاثنيات القرن الماضي في العمل السياسي اللخطابي الإسلامي حيث كان يدفع الجماهير إلى نبذ المستعمر الفرنسي واتته عده تحذيرات وتنبيهات من وزاره العدل بأن يلتزم بطبيعه وظيفته وان لايشارك في تحميس الجماهير بفن الخطابة الا انه ظل ملتزما بعقيدته ولا يخاف لومه لائم. كان القاضي العلواني خطيبا فذا وذو فصاحه عاليه وكانت عامه الناس واأدبائها ومفكريها تتشوق إلى سماع خطبه لما تتضمن من حلول مستقبليه لقضايا الامه. كان حي سوق الشجرة في مدينة حماه يشهد في ساحته المعروفة خطاب القاضي العلواني. حتى ان في أحد الايام ومن شده الازداحام انهار أحد اسقف المباني بسبب كثره الزحام والثقل الناتج عن كثره الأشخاص عليه حيث أدى ذلك إلى وفاة بعض الأشخاص شوقا إلى استماع إلى ماذا يقول القاضي العلواني.

## انتقاله إلى دمشق
تقدم «القاضي العلواني» إلى مسابقه قاضي قضاه ممتاز، للعمل في المحكمة الشرعية في دمشق، وقد تم اختياره من بين خمسين متقدما إلى هذا المنصب، وباشر عمله في منصب القاضي الممتاز الشرعي لمحكمه دمشق، وكان من بين معاونيه انذاك الشيخ علي الطنطاوي، وقد ذكره الطنطاوي في مذكراته، ومقالات في كلمات. سكن القاضي العلواني في حي الحريق على تقاطع سوق مدحت باشا والشارع المقابل لباب سوق البرغل والبيت ما زال موجودا حتى هذه اللحظة.

## دخوله الانتخاب السياسي وغدر اكرم الحوراني
من خلال تواجد الفاضي العلواني في دمشق عمل من خلال منصبه من دخول المعترك السياسي في مدينة دمشق وادى ذلك إلى استفطاب تيارا مناهضا لإاملات سياسه الحكم الفرنسي واتباعه. أدى ابعاد القاضي العلواني عن لعب أي دور له في دمشق بواسطه العراب اكرم الحوراني الذي حاول مرارا من التقرب من القاضي العلواني مستغلا مكانته المرموقه بالإيحاء اليه انه من مدينة حماه وان مشاركته هناك سيوءدي كثيرا من النجاح السياسي أكثر من مدينة دمشق. كانت مجرد العوبه مارسها الحوراني لكي يخوض الانتخابات في حماه وينجح على اكتاف ومسموعيات الفاضي العلواني حيث ماأن شعر الحوراني بنجاح كتلته المدعومه من الحكم الفرنسي حتى قاموا باقصاء القاضي العلواني. شعر الفاضي العلواني بالمرارة من خداع الحوراني وابتعد عنه وأخذ الفاضي العلواني بعد ذلك ان يسلك تيار الوعي الإسلامي ويهيئ نفسه للانتخابات القادمة. اتصل العلواني برموز الحركة الإسلامية الوطنية والفوميه وازدادت نشاطاته وشعرت حكومه الظل بخطورت عمله وعقدت الفرار على تصفيته بطريقه مدروسه ومحكمه. أخذ قرار تصفيه الفاضي العلواني من قبل 50 شخصيه مهمه في دمشق والحوراني كان من ضمن من يعلم. استدعي سعدي الكيلاني وهو من أحد ملاكي الأراضي في دوما-دمشق امرا أحد صبيانه محمد خير درويش من تنفيذ المهمة ومعه خمسه مرافقين. كمن له الدرويش وراء باب منزله وطعنه من الخلف إلا أن الجرح لم يكن ثخينا قاوم القاضي العلواني طاعنه إلا أن المجرم محمد خير درويش حاول الهرب وجرح الفاضي العلواني في رقبته. استطاع الفاضي العلواني ان يذهب إلى الدكتور شورى مقابل بيته حيث امر الدكتور الممرض الذي عنده بأخذه إلى المشفى لإجراء عمليه تقطيب لجراحه. لم يستجب أحد إلى اسعافه وتركوه ينزف حتى الموت لمده ساعتين. وهو يردد ويطلب من حوله ان يستدعوا اكرم الحوراني الذي كان وزيرا للدفاع إلا أن الأخير لم يستجب لندائه الا بعد أن علم انه فارق الحياة.

## مقتله
القاضي الشهيد محمد عادل العلواني قاضي دشق الممتاز قتل غدرا نتيجه مؤامره ذات ابعاد سياسية في تلك الاونه من تاريخ سوريا في خمسينات القرن الماضي.
القاضي عادل العلواني من الشخصيات العصاميه التي بنت مستقبله بيدها دون المساعدة من أحد. تاريخه منذ ولادته حتى استشهاده كان قيد اعجاب جميع م عاصروه في تلك الفترة.